# تاديوش بوي جيلينسكي
تاديوش كاميل مارسيان جيلينسكي (المعروف باسمه الحركي بـ تاديوش بوي جيلينسكي، من مواليد 21 ديسمبر سنة 1874- 4 يوليو 1941)، كاتب مسرحي وشاعر وناقد بولندي وفوق ذلك، كان المسؤول عن ترجمة أكثر من 100 مؤلف من الأدب الفرنسي الكلاسيكي إلى البولندية. كان طبيب أطفال وطبيب نساء.
يعد شخصية بارزة في حركة الشباب البولندي، كان بوي الشقيَّ الرهيبَ في المشهد الأدبي البولندي في أوائل منتصف القرن العشرين. تم قتله في شهر يوليو 1941 الألمان خلال الاحتلال النازي لبولندا، فيما أصبح يُعرف بمذبحة أساتذة لافيف.

## نشأته
تاديوش كاميل مارسيان جيلينسكي، وُلد في 21 ديسمبر 1874 في وارسو، لـ واندا (قبل الزواج غرابوفسكا) التي كانت من عائلة فرانكستانية، وواديسوا جيلينسكي، ملحن وموسيقي بارز. كان ابن عم تاديوش الشاعر البولندي الرومانسي المعاصر كازيميرز برزيروا تيتماجير. غادر جيلينسكي إلى كراكوف في سنة 1892 لأن الدراسات العليا كانت ممنوعة في بولندا في وارسو في ظل الحكم الروسي، وفي غاليسيا الخاضعة للحكم النمساوي، التحق بكلية الطب في جامعة جاجيلونيان. عندما أكمل دراساته في سنة 1900، ابتدأ جيلينسكي الممارسة الطبية كطبيب أطفال. في سنة 1906 افتتح عيادته كطبيب نساء، ما أعطاه أريحية مالية.
في السنة نفسها، شارك في تنظيم مقهى زيلوني بالونيك (البالون الأخضر)، والذي ضم شخصيات ثقافية بولندية معروفة من ضمنها شقيقه.
في الرسومات والقصائد والأغاني الساخرة والقصص القصيرة التي كتبها لزيلوني بالونيك، انتقد بوي جيلينسكي وسخر من السلطات المحافظة والأخلاق ذات الوجهين لشعب المدينة، لكن أيضاً، أكسبه الأسلوب الفريد في منظمة مولودا بولسكا وبيهموف في كراكوف سمعة «الشقي الرهيب» في الأدب البولندي.

## الحرب العالمية الأولى وما بين الحربين
عند اندلاع الحرب العالمية الأولى، جرى تجنيد جيلينسكي في الجيش الهنغاري-المجري وخَدم كطبيب لقوات السكك الحديدية. بعد الحرب، عاد إلى بولندا، وفي سنة 1922، انتقل إلى وارسو. لم يعد إلى ممارساته الطبية لكنه ركز بشكل كامل على الكتابة.
بعمله لدى العديد من الصحف اليومية والمجلات، سرعان م اأصبح بوي جيلينسكي إحدى سلطات المثقفين الليبراليين والديمقراطيين البولنديين. انتقد الأخلاق ذات الوجهين لرجل الدين، وشجع علمنة الحياة والثقافة، وكان أحد أقوى المحامين للمساواة بين النساء. كان أحد أوائل الشخصيات العامة في بولندا التي تدعم حقوق المرأة في الإجهاض القانوني. كذلك قاتل بوي جيلينسكي في مقالاته ضد التقاليد الرومانسية البولندية، وهو ما اعتبره مشوِهاً وغير عقلاني بشكل خطير للطريقة التي كان يفكر بها المجتمع البولندي سابقاً.
بالإضافة إلى ذلك، ترجم بوي أكثر من 100 مؤلف من الأدب الفرنسي الكلاسيكي، والتي تُعد من حينها أفضل التراجم للأدب الأجنبي إلى البولندية. في سنة 1933، قُبل بوي جيلينسكي في أكاديمية الأدب البولندية المرموقة.

## الحرب العالمية الثانية
عند اندلاع الحرب العالمية الثانية، انتقل بوي جيلينسكي إلى لفيف المحتلة من قبل الاتحاد السوفيتي، حيث مكث مع شقيق زوجته. انضم بوي إلى الجامعة التي تتبع للاتحاد السوفيتي كرئيس لقسم الأدب الفرنسي. انتُقد من قبل العديد بسبب تعاونه العلني والمتكرر مع قوات الاتحاد السوفيتي، و بقي على اتصال مع العديد من الأساتذة والفنانين البارزين، الذين وجدوا أنفسهم في المدينة بعد الحرب الدفاعية البولندية. شارك أيضاً في تأسيس جريدة الدعاية الشيوعية «اللافتة الحمراء» وأصبح أحد الأعضاء البارزين في جمعية الكُتاب البولنديين.
بعد أن انتهكت ألمانيا النازية المعاهدة السوفيتية الألمانية وهاجمت الاتحاد السوفيتي والمحتجز البولندي كريسي، بقي بوي في لافيف (أوكرانيا حاليًا). جرى الاستيلاء على المدينة في الرابع من تموز سنة 1941، جرى اعتقاله وأُخذ إلى تلال وولكا حيث قُتل لكونه «جاسوسًا سوفيتيًا» بالإضافة إلى 45 بروفيسورًا بولنديًا، وفنانين ومثقفين بولنديين فيما أصبحت تعرف بمذبحة أساتذة لافيف.

## وصلات خارجية
- أعمال تاديوش بوي جيلينسكي في ليبري فوكس